# Siculo Flacco

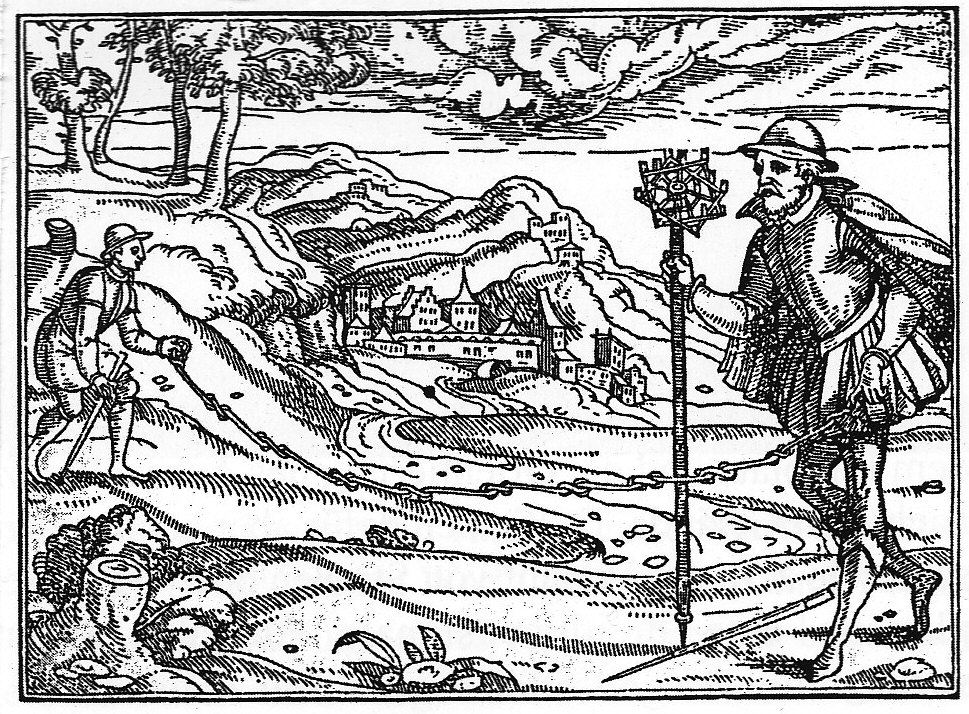
Agrimensore con groma, incisione di Carolus Stephanus e Johannes Liebhaltus, Straßburg 1579.

Siculo Flacco (in latino Siculus Flaccus; II secolo) è stato uno scrittore e gromatico romano.

## Biografia e opera
Vissuto nel II secolo d. C., Siculo Flacco è autore di un breve trattato sull'agrimensura denominato De condicionibus agrorum e diviso in tre capitoli: De condicionibus agrorum, De quaestoriis agris e De divisis et assignatis.